# Schoenus fluitans
Schoenus fluitans är en halvgräsart som beskrevs av Joseph Dalton Hooker. Schoenus fluitans ingår i släktet axagssläktet, och familjen halvgräs. Inga underarter finns listade i Catalogue of Life.